# Tiefurt

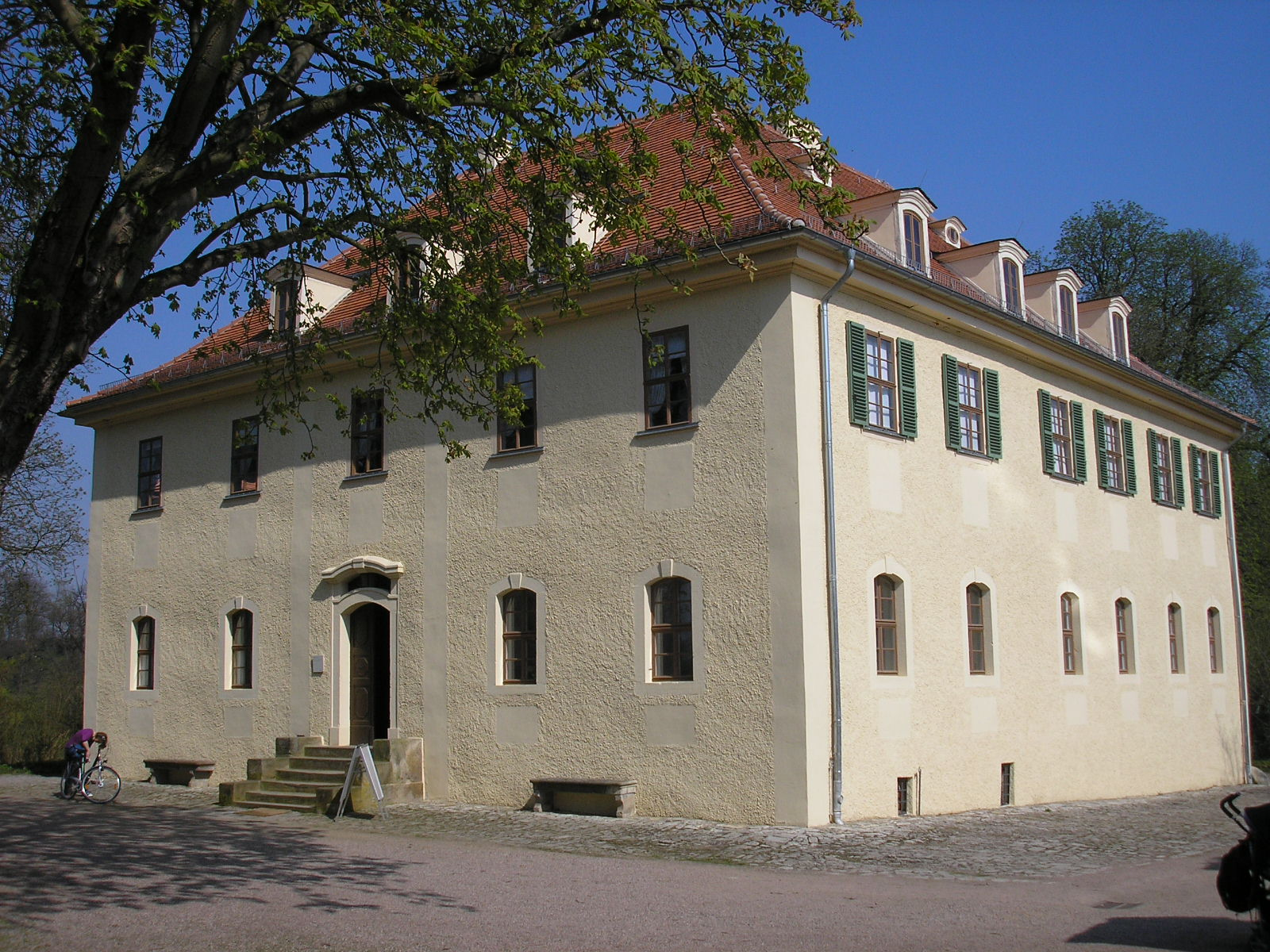
Vue du château-musée de Tiefurt.

Tiefurt est un bourg proche de Weimar, situé à environ cinq kilomètres du centre ville vers l'ouest, où se trouve un manoir campagnard, le château de Tiefurt baigné par la rivière Ilm. C'était la résidence d'été de la duchesse Anne-Amélie de Saxe-Weimar-Eisenach.
Ce lieu est célèbre depuis Goethe dans l'histoire du romantisme allemand et fait partie de la route du classicisme de Weimar, protégée par l'UNESCO depuis 1998.

## Château de Tiefurt
Le petit château se trouve à l'emplacement de l'ancienne maison du vacher du domaine de Tiefurt, celui-ci appartenant à la Maison de Saxe-Weimar-Eisenach. Érigé au XVIe siècle, le bâtiment est reconstruit en 1765 et agrandi de façon significative. L'étage comprend sept salles. Une petite aile est construite à côté reliée au corps de bâtiment principal par une galerie.
Charles-Auguste de Saxe-Weimar-Eisenach en fait don à son jeune frère Constantin qui y reçoit ses leçons du précepteur de la cour, Karl Ludwig von Knebel à partir de 1776. Leur mère, la duchesse Anne-Amélie, en fait sa résidence d'été quatre ans plus tard, tandis que sa dame d'honneur, Luise von Göchhausen (1752-1807), demeure dans le petit bâtiment de côté. Le château devient pendant vingt-cinq ans l'un des lieux préférés du cercle des poètes de Weimar.
Le duc Frédéric-Charles de Saxe-Weimar-Eisenach restaure le château et appelle le fameux Eduard Petzold pour l'aménagement du parc.
Le château de Tiefurt est ouvert comme musée en 1907. Il est rénové entre 1978 et 1981 dans le goût du début du XIXe siècle et présente une exposition permanente dans les pièces du haut sur l'époque de la duchesse Anne-Amélie.
Le château donne sur un parc de style anglais romantique de 21 hectares.

## Galerie

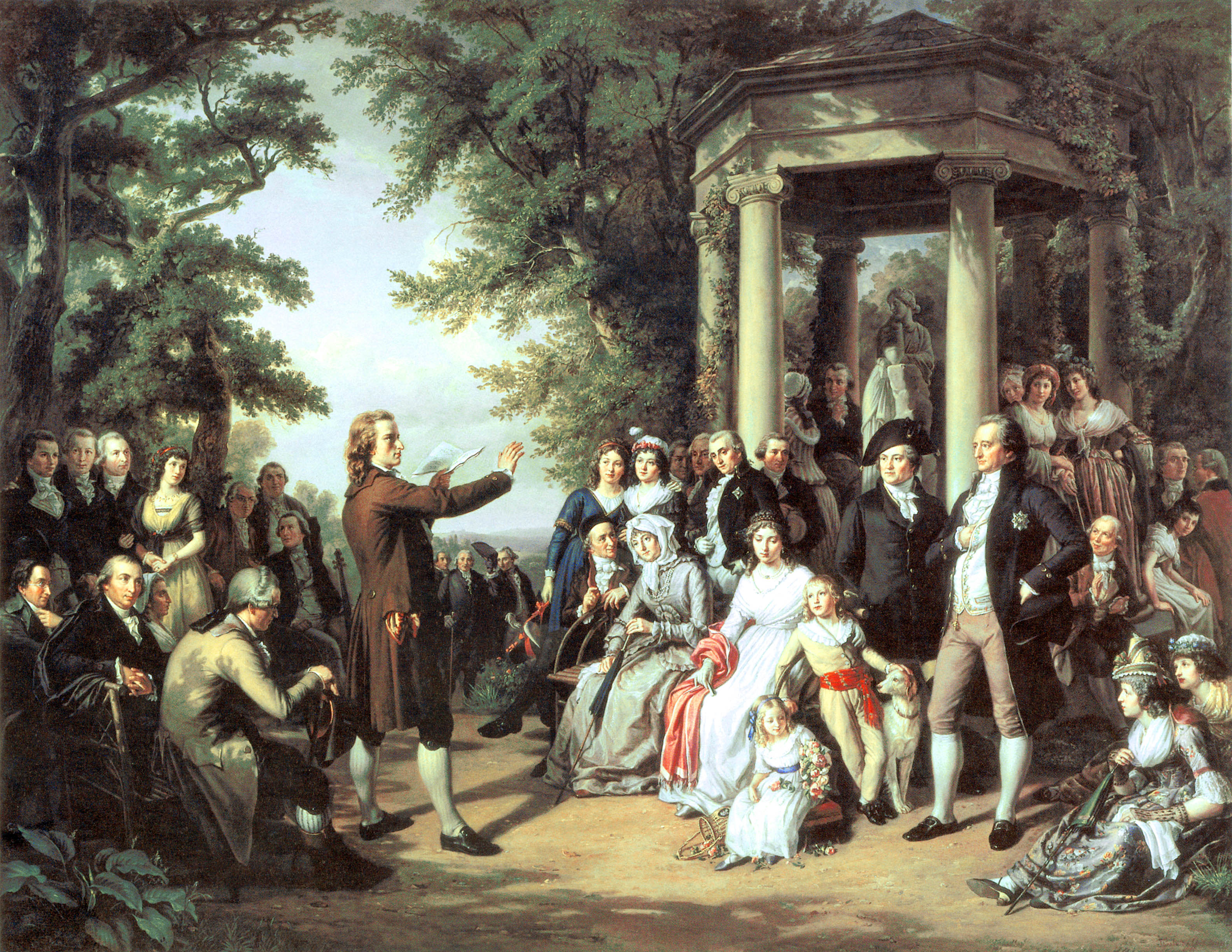
Schiller donnant une lecture au Temple des Muses. On remarque Christoph Martin Wieland assis à l'extrême gauche et Goethe debout à droite (toile de Theobald von Oer en 1860).
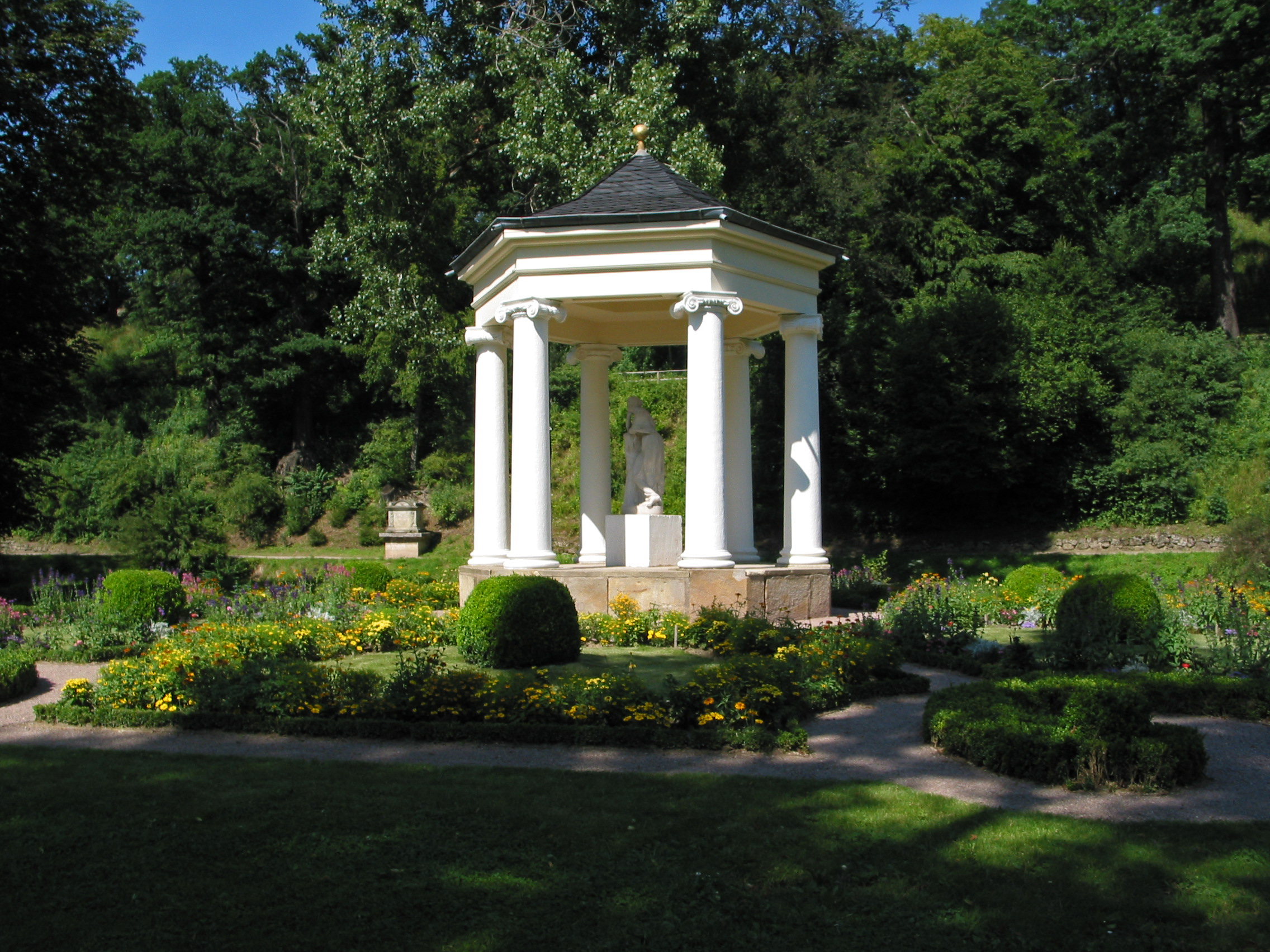
Le Temple des Muses bâti en 1803 avec une sculpture de Polymnie.
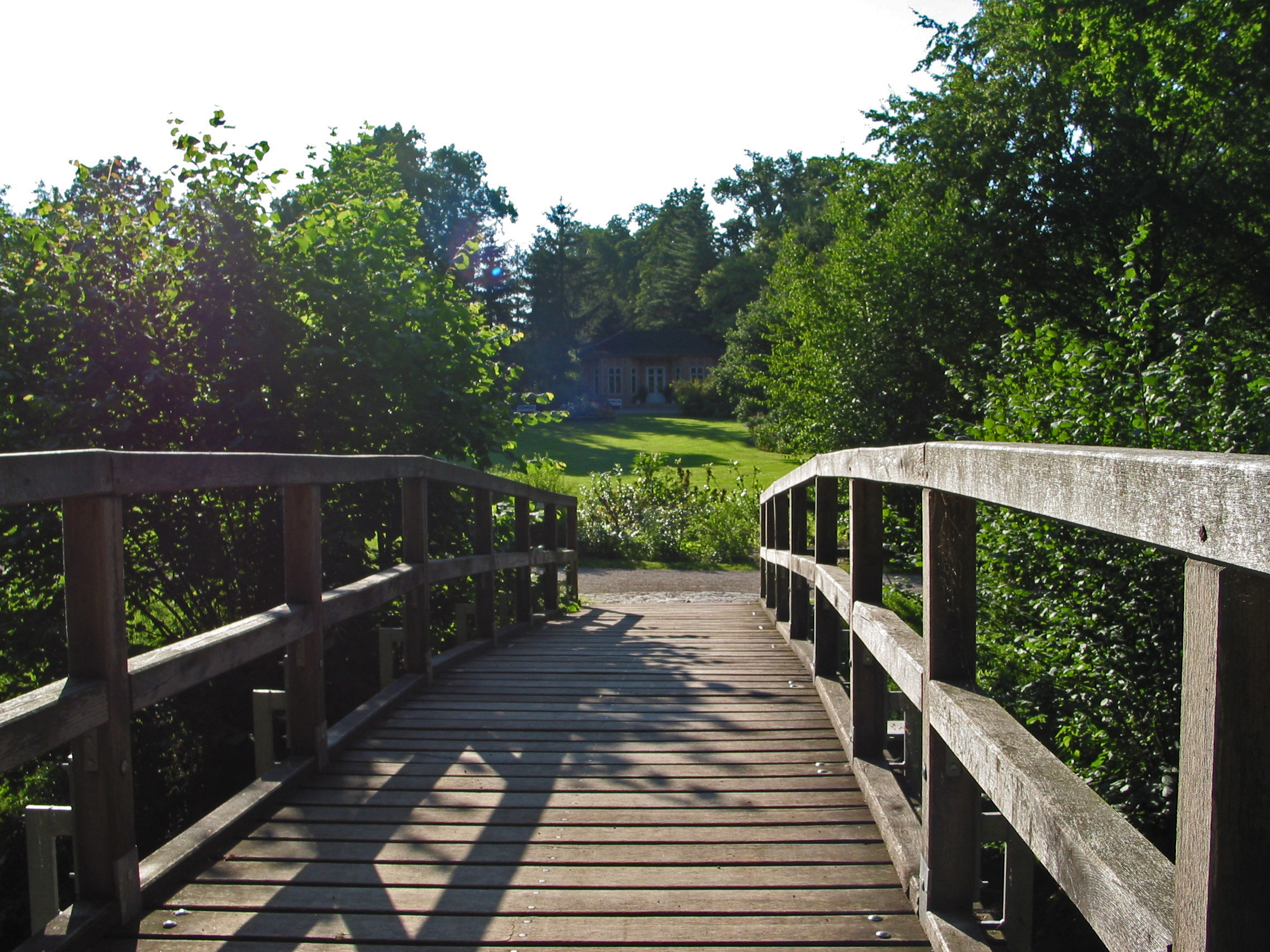
Le Pont Jaune, au-dessus de la Ilm, menant au pavillon de thé.
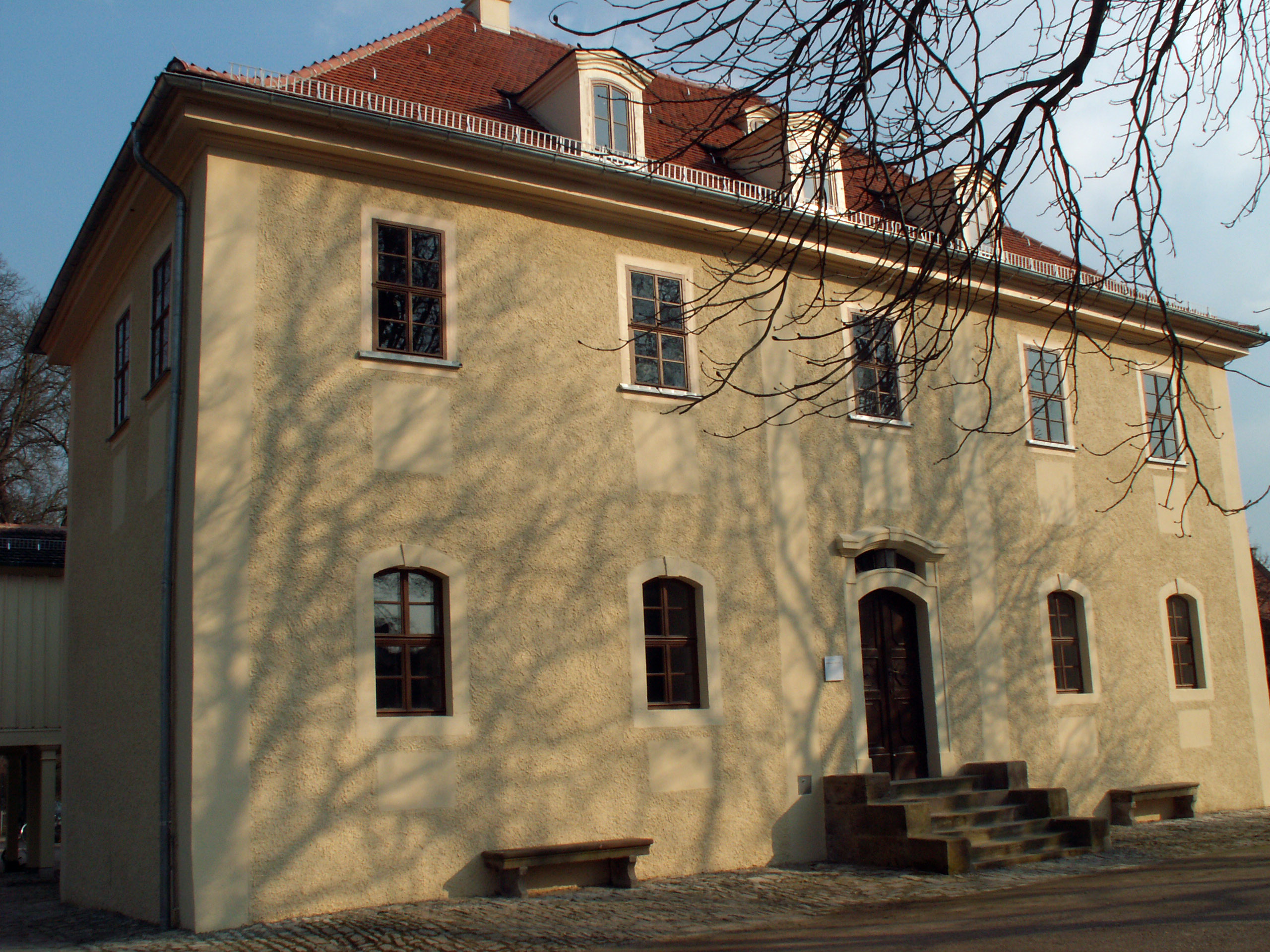
Vue du château-musée de Tiefurt.

## Source
- (de) Cet article est partiellement ou en totalité issu de l’article de Wikipédia en allemand intitulé « Schloss Tiefurt » (voir la liste des auteurs).